# ایل نوروود
ایل نوروود (انگلیسی: Eille Norwood؛ ۱۱ اکتبر ۱۸۶۱ - ۲۴ دسامبر ۱۹۴۸) یک هنرپیشه اهل انگلستان بود.
وی بازیگر فیلم‌هایی همچون سگ باسکرویل بوده است.